# Park Narodowy Sonfjället
Park Narodowy Sonfjället (szw. Sonfjället nationalpark, znany także pod nazwą Sånfjället nationalpark) – park narodowy położony w Szwecji, na terenie gminy Härjedalen, w regionie administracyjnym Jämtland. Został utworzony w 1909 jako jeden z pierwszych parków narodowych w Europie. 
Park chroni szczyt Sonfjället, mierzący 1278 m n.p.m. (od którego wywodzi się nazwa parku), oraz otaczające go lasy. Na terenie parku licznie występują niedźwiedzie brunatne (Ursus arctos, łosie (Alces alces), wilki (Canis lupus) i rysie (Lynx lynx). Żyje tam także jedyna w Szwecji populacja wołów piżmowych (Ovibos moschatus).
Tereny otaczające szczyt pokryte są głazowiskami i poprzecinane licznymi strumieniami. W północnej części parku leży niewielka polana z punktem informacyjnym i parkingiem dla turystów.

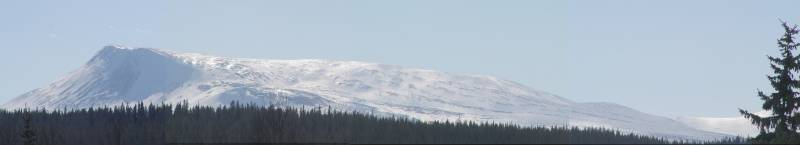
Szczyt Sonfjället